# Hofanlage Giehlermoorer Straße 12
Die Hofanlage Giehlermoorer Straße 12 in der niedersächsischen Gemeinde Vollersode-Giehlermoor wurde zur Mitte des 19. Jahrhunderts gebaut. Aktuell (2025) wird sie zum Wohnen und gewerblich genutzt.
Das Gebäude steht unter Denkmalschutz (siehe auch Liste der Baudenkmale in Vollersode).

## Geschichte und Beschreibung
Die Gemeinde Vollersode wurde erstmals 1185 als Valdersha erwähnt und ist heute Teil der Samtgemeinde Hambergen. Im Ort stehen eine Reihe von Hofanlagen in Einzellagen.
Die Hofanlage auf langem Areal besteht aus
- dem eingeschossigen giebelständigen Wohn- und Wirtschaftsgebäude von um 1850 als Zweiständer-Hallenhaus in gleichmäßigem Fachwerk mit Steinausfachungen, mit reetgedecktem Krüppelwalmdach mit Uhlenloch und Grooter Door mit Rundbogen; beim Wohngiebel wurde der Walm tiefer herabgezogen,[2]
- der giebelständigen kleinen Scheune von um 1850 in Fachwerk mit Steinausfachungen und ziegelgedecktem Satteldach sowie Querdurchfahrt.[3]

Das Landesdenkmalamt befand u. a.: „… ortsgeschichtlicher, gebäudetypischer, orts- und hofbildprägender Zeugniswert … .“